# Medalistki mistrzostw Polski seniorów w trójskoku
Medalistki mistrzostw Polski seniorów w trójskoku – zdobywczynie medali seniorskich mistrzostw Polski w konkurencji trójskoku.
Pierwsze mistrzostwa Polski kobiet w trójskoku odbyły się w 1990, ale nie w ramach głównych mistrzostw, które rozegrano w Pile od 13 do 15 lipca, lecz w Lubinie 2 września. Zwyciężyła wówczas Urszula Włodarczyk wynikiem 12,78 m, co było rekordem Polski. Aktualny rekord mistrzostw Polski seniorów w tej konkurencji wynosi 14,27 m i został ustanowiony przez Małgorzatę Trybańską podczas mistrzostw w 2010 w Bielsku-Białej.
25 lipca 1993 zwyciężczynią konkursu trójskoku podczas mistrzostw Polski w Kielcach została Agnieszka Stańczyk, która wynikiem 14,05 ustanowiła rekord Polski. Rekord ten, podobnie jak złoty medal został jej odebrany z powodu dyskwalifikacji za doping.

## Medalistki
| NR – rekord kraju |

| Mistrzostwa              | 1. miejsce                                   | Rezultat | 2. miejsce                                      | Rezultat | 3. miejsce                          | Rezultat |
| 1922-1989                | nie rozgrywano                               |          |                                                 |          |                                     |          |
| Lubin 1990               | Urszula Włodarczyk                           | 12,78 NR | Małgorzata Sobczak                              | 12,36    | Małgorzata Lisowska                 | 12,13    |
| Kielce 1991              | Urszula Włodarczyk                           | 13,58 NR | Jolanta Bartczak-Małolepszy                     | 13,33    | Agnieszka Stańczyk                  | 13,11    |
| Warszawa 1992            | Urszula Włodarczyk                           | 13,19    | Ilona Pazoła                                    | 13,16    | Monika Kobędza                      | 12,79w   |
| Kielce 1993              | Urszula Włodarczyk                           | 13,98 NR | Ilona Pazoła                                    | 13,49    | Małgorzata Sobczak                  | 13,24    |
| Piła 1994                | Urszula Włodarczyk                           | 13,44w   | Ilona Pazoła                                    | 13,12w   | Małgorzata Sobczak                  | 12,96w   |
| Warszawa 1995            | Ilona Pazoła                                 | 13,56w   | Aneta Sadach                                    | 12,95    | Renata Szykulska                    | 12,84    |
| Piła 1996                | Ilona Pazoła                                 | 13,67    | Liliana Zagacka                                 | 13,17w   | Aneta Sadach                        | 13,16w   |
| Bydgoszcz 1997           | Aneta Sadach                                 | 13,43    | Liliana Zagacka                                 | 13,33    | Ilona Pazoła                        | 13,27    |
| Wrocław 1998             | Ilona Pazoła                                 | 13,71    | Liliana Zagacka                                 | 13,35    | Aneta Sadach                        | 13,20    |
| Kraków 1999              | Ilona Pazoła                                 | 13,78    | Aneta Sadach                                    | 13,32    | Liliana Zagacka                     | 13,26    |
| Kraków 2000              | Liliana Zagacka                              | 13,87    | Renata Szykulska                                | 13,34    | Magdalena Olechnowska               | 12,85    |
| Bydgoszcz 2001           | Liliana Zagacka                              | 13,95    | Renata Szykulska                                | 13,60    | Aneta Sadach                        | 13,40    |
| Szczecin 2002            | Liliana Zagacka                              | 13,92    | Aneta Sadach                                    | 13,75    | Małgorzata Trybańska                | 13,13    |
| Bielsko-Biała 2003       | Liliana Zagacka                              | 13,88    | Aneta Sadach                                    | 13,87    | Małgorzata Trybańska                | 13,18    |
| Bydgoszcz 2004           | Liliana Zagacka                              | 14,10    | Joanna Szczygielska                             | 13,40    | Małgorzata Trybańska                | 13,28    |
| Biała Podlaska 2005      | Aleksandra Fila                              | 13,63    | Aneta Sadach                                    | 13,59    | Liliana Zagacka                     | 13,54    |
| Bydgoszcz 2006           | Aneta Sadach                                 | 13,86    | Małgorzata Trybańska                            | 13,73    | Aleksandra Fila                     | 13,62    |
| Poznań 2007              | Joanna Skibińska                             | 14,04    | Aneta Sadach                                    | 13,72    | Małgorzata Trybańska                | 13,59    |
| Szczecin 2008            | Liliana Zagacka                              | 13,74    | Małgorzata Trybańska                            | 13,66    | Aneta Sadach                        | 13,63    |
| Bydgoszcz 2009           | Małgorzata Trybańska                         | 14,04    | Aneta Sadach                                    | 13,51    | Monika Olkiewicz                    | 13,02    |
| Bielsko-Biała 2010       | Małgorzata Trybańska                         | 14,27 NR | Anna Jagaciak                                   | 14,16w   | Katarzyna Płonka                    | 13,43w   |
| Bydgoszcz 2011           | Małgorzata Trybańska                         | 14,08    | Anna Jagaciak                                   | 13,88    | Martyna Bielawska                   | 13,51    |
| Bielsko-Biała 2012       | Małgorzata Trybańska                         | 13,88    | Anna Jagaciak                                   | 13,86    | Anna Zych                           | 13,53    |
| Toruń 2013               | Anna Jagaciak Juvenia Puszczykowo            | 14,20    | Anna Zych AZS-AWF Biała Podlaska                | 13,65    | Martyna Bielawska AZS Łódź          | 13,25 SB |
| Szczecin 2014            | Anna Jagaciak-Michalska Juvenia Puszczykowo  | 14,06    | Małgorzata Trybańska AZS-AWF Kraków             | 13,73 SB | Martyna Bielawska AZS Łódź          | 13,65 SB |
| Kraków 2015              | Małgorzata Trybańska-Strońska AZS-AWF Kraków | 13,46 SB | Anna Starzak AZS-AWF Biała Podlaska             | 13,32    | Martyna Bielawska AZS Łódź          | 13,27 SB |
| Bydgoszcz 2016           | Anna Jagaciak-Michalska OŚ AZS Poznań        | 14,00    | Małgorzata Trybańska-Strońska KS AZS AWF Kraków | 13,75    | Katarzyna Płonka SKLA Sopot         | 13,46 SB |
| Białystok 2017           | Anna Jagaciak-Michalska OŚ AZS Poznań        | 14,05    | Adrianna Szóstak SL Olimpia Poznań              | 12,83 SB | Justyna Ostrowska KS AZS AWF Kraków | 12,73 SB |
| Lublin 2018              | Anna Jagaciak-Michalska OŚ AZS Poznań        | 14,24 SB | Agnieszka Bednarek AZS Łódź                     | 13,14    | Adrianna Szóstak SL Olimpia Poznań  | 12,99    |
| Radom 2019               | Adrianna Szóstak OŚ AZS Poznań               | 13,30    | Gaja Wota Wawel Kraków                          | 12,97    | Weronika Strączek AZS–AWF Wrocław   | 12,68 PB |
| Włocławek 2020           | Karolina Młodawska KKL Kielce                | 13,55 PB | Adrianna Szóstak OŚ AZS Poznań                  | 13,52 SB | Agnieszka Bednarek AZS Łódź         | 13,45 SB |
| Poznań 2021              | Adrianna Szóstak OŚ AZS Poznań               | 13,92    | Karolina Młodawska KKL Kielce                   | 13,60 PB | Agnieszka Bednarek AZS Łódź         | 13,44    |
| Suwałki 2022             | Adrianna Szóstak OŚ AZS Poznań               | 13,84 SB | Agnieszka Bednarek AZS Łódź                     | 13,64 PB | Karolina Młodawska KKL Kielce       | 13,61 SB |
| Gorzów Wielkopolski 2023 | Adrianna Laskowska OŚ AZS Poznań             | 13,64    | Karolina Młodawska KKL Kielce                   | 13,25    | Agnieszka Bednarek AZS Łódź         | 13,18    |
| Bydgoszcz 2024           | Adrianna Laskowska OŚ AZS Poznań             | 13,74    | Agnieszka Bednarek AZS Łódź                     | 13,45    | Karolina Młodawska KKL Kielce       | 13,35    |

## Klasyfikacja medalowa
W historii mistrzostw Polski seniorów na podium tej imprezy stanęło dotychczas w sumie 26 zawodniczek. Najwięcej medali – 13 wywalczyły: Aneta Sadach oraz Małgorzata Trybańska-Strońska zaś najwięcej złotych medali ma w dorobku Liliana Zagacka – 6. W tabeli kolorem wyróżniono zawodniczki, które wciąż są czynnymi lekkoatletkami.
| Lp. | Zawodniczka                   | Złoto | Srebro | Brąz | Razem |
| 1.  | Liliana Zagacka               | 6     | 3      | 2    | 11    |
| 2.  | Małgorzata Trybańska-Strońska | 5     | 4      | 4    | 13    |
| 3.  | Anna Jagaciak-Michalska       | 5     | 3      | 0    | 8     |
| 4.  | Adrianna Szóstak              | 5     | 2      | 1    | 8     |
| 5.  | Urszula Włodarczyk            | 5     | 0      | 0    | 5     |
| 6.  | Ilona Pazoła                  | 4     | 3      | 1    | 8     |
| 7.  | Aneta Sadach                  | 2     | 7      | 4    | 13    |
| 8.  | Karolina Młodawska            | 1     | 2      | 2    | 5     |
| 9.  | Aleksandra Fila               | 1     | 0      | 1    | 2     |
| 10. | Joanna Skibińska              | 1     | 0      | 0    | 1     |
| 11. | Agnieszka Bednarek            | 0     | 3      | 3    | 6     |
| 12. | Anna Starzak                  | 0     | 2      | 1    | 3     |
| 12. | Renata Szykulska              | 0     | 2      | 1    | 3     |
| 14. | Małgorzata Sobczak            | 0     | 1      | 2    | 3     |
| 15. | Jolanta Bartczak-Małolepszy   | 0     | 1      | 0    | 1     |
| 15. | Joanna Szczygielska           | 0     | 1      | 0    | 1     |
| 15. | Gaja Wota                     | 0     | 1      | 0    | 1     |
| 18. | Martyna Bielawska             | 0     | 0      | 4    | 4     |
| 19. | Katarzyna Płonka              | 0     | 0      | 2    | 2     |
| 20. | Monika Kobędza                | 0     | 0      | 1    | 1     |
| 20. | Małgorzata Lisowska           | 0     | 0      | 1    | 1     |
| 20. | Magdalena Olechnowska         | 0     | 0      | 1    | 1     |
| 20. | Monika Olkiewicz              | 0     | 0      | 1    | 1     |
| 20. | Justyna Ostrowska             | 0     | 0      | 1    | 1     |
| 20. | Agnieszka Stańczyk            | 0     | 0      | 1    | 1     |
| 20. | Weronika Strączek             | 0     | 0      | 1    | 1     |

## Zmiany nazwisk
Niektóre zawodniczki w trakcie kariery lekkoatletycznej zmieniały nazwiska. Poniżej podane są najpierw nazwiska panieńskie, a następnie po mężu:
Jolanta Bartczak → Jolanta Bartczak-Małolepszy
Anna Jagaciak → Anna Jagaciak-Michalska
Adrianna Szóstak → Adrianna Laskowska
Małgorzata Trybańska → Małgorzata Trybańska-Strońska
Anna Zych → Anna Starzak